# Международный аэропорт Мале
Международный аэропорт Мале, официально Международный аэропорт Велана (мальд. ވެލާނާ ބައިނަލްއަޤުވާމީ ވައިގެ ބަނދަރު, ранее был известен как Международный аэропорт имени Ибрагима Насира, а также аэропорт Хулуле (ИАТА: MLE, ИКАО: VRMM)). Расположен на острове Хулуле по соседству со столицей Мальдив городом Мале. Крупнейший аэропорт страны и единственный международный (аэропорт Ган после реконструкции должен стать вторым). Отличается тем, что расположен на длинном и узком острове, а взлётно-посадочная полоса начинается и заканчивается прямо у воды.

## История
Аэропорт был открыт 19 октября 1960 года. Первая взлётно-посадочная полоса (914 на 22 метра) была вымощена стальными листами. В мае 1964 года правительство Мале приняло решение заменить покрытие на асфальтовое. Удаление старого покрытия проводилось четырьмя группами местных жителей, которые соревновались за денежный приз в 1000 мальдивских руфий. Новая взлётно-посадочная полоса была открыта 12 апреля 1966 года.
11 ноября 1981 года аэропорт был торжественно открыт под названием «Международный аэропорт Мале».
26 июля 2011 года аэропорт официально переименован в «Международный аэропорт имени Ибрагима Насира» в память об Ибрагиме Насире, втором президенте Мальдив. Он был инициатором строительства аэропорта в 1960 году.

## Статистика
| Год  | Пассажиров | Грузов, тонна | Рейсов |
| ---- | ---------- | ------------- | ------ |
| 2006 | 1 572 345  | 44 186        | 10 470 |
| 2007 | 1 811 425  | 45 036        | 12 646 |